# West Coast Eagles

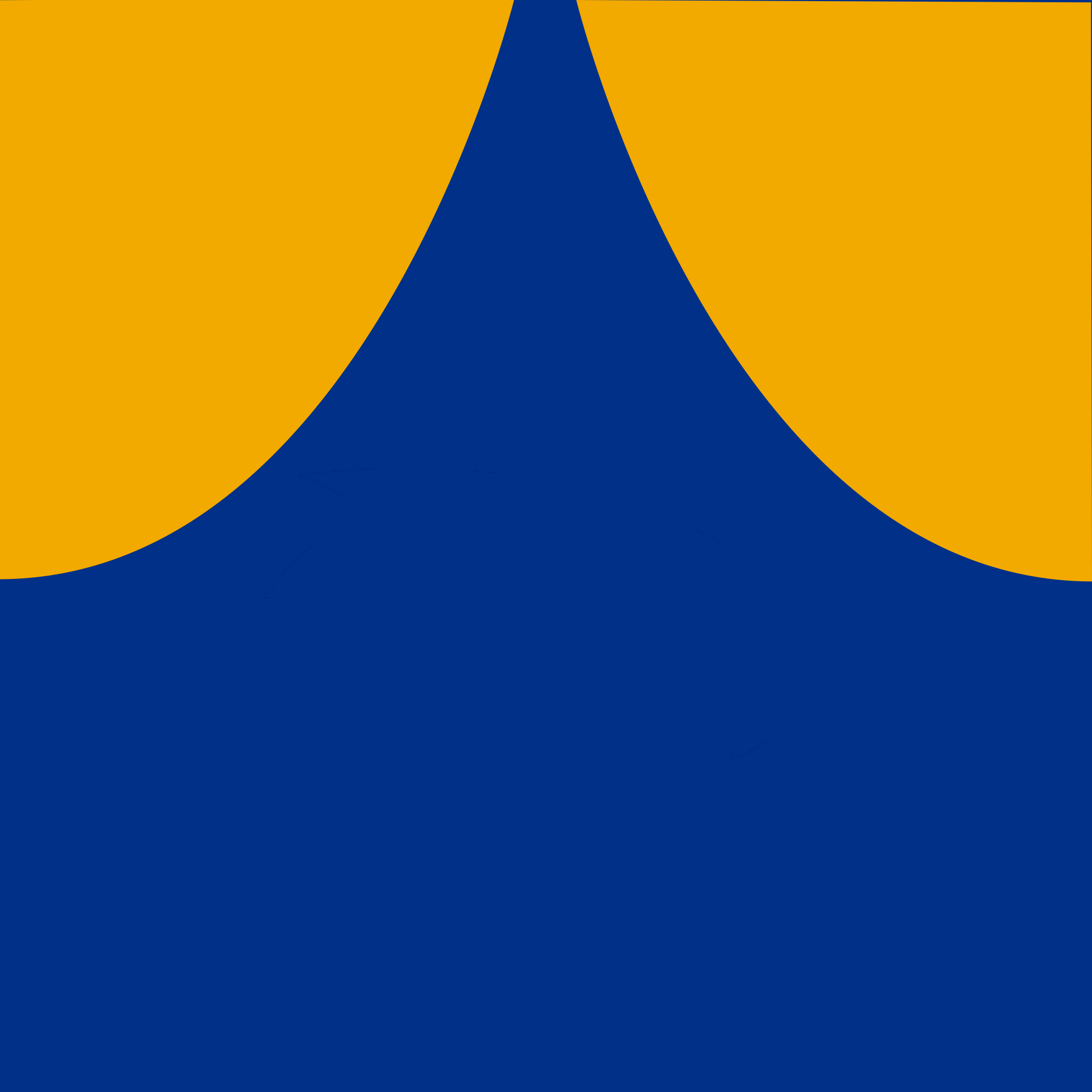
Barwy WCEFC

West Coast Eagles Football Club – klub futbolu australijskiego z miasta Perth występujący w ogólnokrajowej lidze AFL. Orły zostały założone w 1986 roku jako pierwszy reprezentant Australii Zachodniej w rozgrywkach krajowych.
Obecnie klub rozgrywa domowe mecze na obiekcie Optus Stadium, mogącym pomieścić 60.000 widzów.

## Historia
Klub West Coast Eagles został powołany do życia w sierpniu 1986 roku. Rok później zadebiutował w Victorian Football League (późniejsza Australian Football League). Wraz z Orłami do VFL dołączył klub Brisbane Football Club (dzisiaj Brisbane Lions). Rozszerzenie ligi w 1987 roku, było pierwszym tego wydarzeniem od 1925 roku. Klub, oprócz reprezentowania całego stanu, stał się wizytówką futbolowej organizacji stanowej - Western Australian Football League. 
W latach 1987–2000, Orły rozgrywały niektóre mecze na stadionie krykietowym WACA.
Od samego początku The Eagles był klubem o wielkim możliwościach sportowych, ponieważ posiadał wielkie zaplecze w postaci ewentualnych graczy z ligi stanowej. W piątym roku istnienia, klub dotarł do Wielkiego Finału AFL, a rok później został mistrzem.
Wielkie sukcesy znalazły przełożenie w popularności klubu w mieście Perth i okolicach. W pierwszych latach istnienia średnia frekwencja na pojedynczym meczu w sezonie nigdy nie spadła poniżej 30.000 widzów. Tak olbrzymie zainteresowanie doprowadziło do utworzenia w 1994 roku drugiego klubu w regionie - Fremantle Football Club.

## Barwy klubowe
Oficjalnymi barwami klubu są : granat, biel i kolor złota. 
Na meczach wyjazdowych klub przeważnie używa jedynie granatu i koloru złota.

## Sukcesy
- Mistrzostwo ligi (4):  1992 (wygrana z Geelong Cats),  1994 (wygrana z Geelong Cats),  2006 (wygrana z Sydney Swans),  2018 (wygrana z Collingwood)

- Wicemistrzostwo ligi (3):  1991 (porażka z Hawthorn Hawks),  2005 (porażka z Sydney Swans),  2015 (porażka z Hawthorn Hawks)